# 数え年
数え年（かぞえどし）とは年齢表現の一つ。出生時を「数え1歳」とし元日を迎える度に年齢を加算して行く。満年齢とは異なる数え方である。
数え年と満年齢の2つの年齢表現の存在は中国の1人2齢制にみられる。東アジア諸国では古くから数え年と満年齢の2つの年齢表現が存在し、一般には数え年が使われてきたが、ほとんどの地域で公的には満年齢に一本化された。英語ではEast Asian age reckoningといい、数えn歳をin one's (n)th yearとも表現（満年齢は16 years oldなどと表現する）。

## 文化的背景
中国語では虚歳という（満年齢は週歳・実歳・足歳）。虚歳と実歳の存在は、旧暦と新暦に由来するともいわれ、中国的な人生観の重層を示唆するともいわれている。

### 出生時を1歳とする理由
1. 0の概念が存在しない、あるいは序数として扱い 0 を起点としない。
  - 西暦も元号や学年なども「1年」から始まり「0年」はない。同様に、「生まれて1年目の齢」＝「1歳」と考える。
  - 月も0月からではなく、１月から始まる。
  - 月のうちの日も、一日（ついたち）から始まる。
  - 現在でも妊娠月齢などは、「0か月」はなく「1か月」から始まる方式となっている。
2. 宗教的（仏教など）な考えに基づく理由。

### 元日に一斉加齢する理由
1. 処理の簡便化のため。
  - 家族内での多数の子供や、公的制度・地域行事での年齢基準について、個人ごとに日付で細かく加齢のタイミングを扱うのは煩雑だから。
    - 満年齢でも、1日のうち朝生まれでも夜生まれでも区別なく一律に○日生まれと扱い、日の変わり目で一斉に加齢する。それを年単位で、何月何日に生まれても年の変わり目で一斉に加齢するようにした理解でもある。
2. 暦法（太陰太陽暦）による問題。
  - 太陰太陽暦は太陽暦（グレゴリオ暦）に対して約3年に1回（約19年に7回）の割合で閏月を挿入したため、1年の長さが年によってことなる。よって満年齢を用いるのには問題が生じる。つまり約3年に1回ほど閏月が入ったので、閏月に生まれた者は閏月のない年には（正確な）誕生日がないので満年齢が正確に計算できないため。
    - 例 : 元禄4年閏8月1日生まれ⇒元禄5年閏8月1日はない（元禄は、貞享暦）。
    - なお、太陽暦でも閏日が存在するが4年に1度かつ1日のことであり、かつ現在の法律ではいずれも誕生日前日の満了時（誕生日前日午後12時）を以って加齢する方式が採られており、また実務的に誤差の範囲として調整できることが陰暦の閏月と大きく異なる（誕生日前日午後12時は誕生日当日午前0時と同じ時刻ではあるが、法律上は誕生日の前日が加齢日となる）。
3. 生まれてから関わった暦年の個数で年齢を表す方法
  - 上記の様に、生まれてから関わった暦年の個数で年齢を表す方法である為、生まれた年が関わった1年目になり、その後は、1月1日になり年が変わった時点で、関わった暦年が更新される為、何月生まれでも元日に一斉加齢するのである。

## 数え年の計算方法

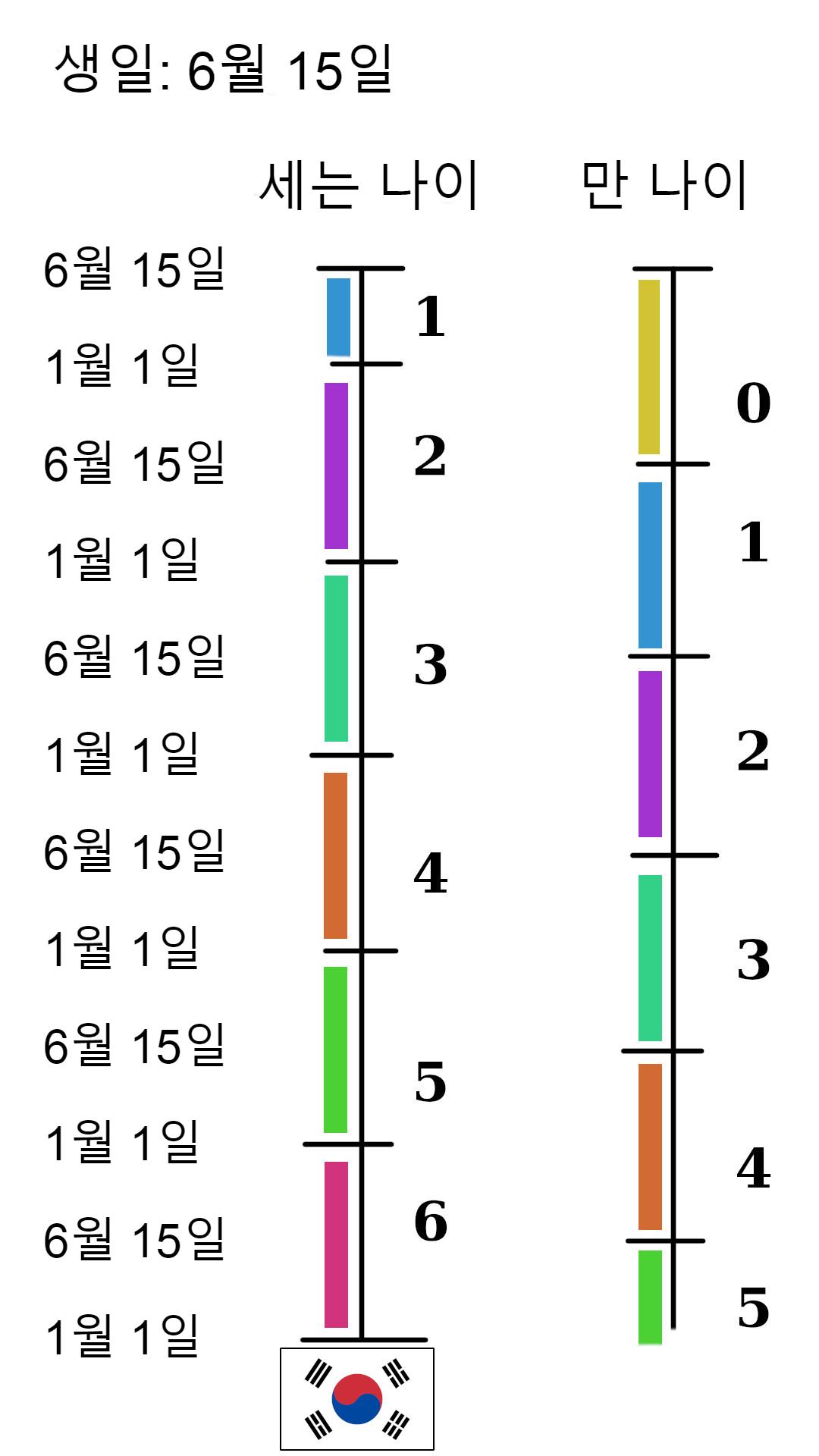
韓国での数え年の数え方（誕生日は6月15日の場合）。左側は数え年、右側は満年齢を示す。
数え年の場合、出生の日から翌年の1月1日までの年齢は「1歳」となるが、満年齢は出生時は「0歳」、次の誕生日から「1歳」となる。

- 数え年は、出生時点を数え1歳とし、以後元日に1歳を加算する。満年齢は、出生時点を満0歳とし、以後誕生日の前日24時に1歳を加算する。

したがって、満年齢と数え年の関係は次のようになる。
- - 現在の日本では太陽暦を用いており、和暦と西暦の日付は一致するので、自分の今年の数え年は、元日から誕生日の前日の24時直前までは「満年齢+2」、それ以降は「満年齢+1」で計算する。
  - 現在も太陰太陽暦を用いている国や、太陰太陽暦（旧暦）を用いていた時代の物故者については、その国の当時の暦法の元日を基準として加算される。
    - 日本では明治5年12月2日（1872年12月31日）まで天保暦[3]が用いられていたため、新暦導入以前の和暦とグレゴリオ暦の日付には差異があり、元日が異なる。そのため、和暦の元日から換算した西暦[注 1]の年をその和暦の西暦の年として生没年を計算しないと誤った数え年が計算されるおそれがある。

- 暦法による日付の差異
  - 元禄元年1月1日=グレゴリオ暦1688年2月2日
- 和暦から換算した西暦の年
  - 元禄元年12月10日=グレゴリオ暦1689年1月1日。よって、グレゴリオ暦は年が明けている。グレゴリオ暦を基準とすると数え年が「1」加算されてしまい、当時の文献などと整合が失われてしまう。元禄元年は1月1日 - 12月29日（グレゴリオ暦1689年1月20日）までを、西暦1688年として考えなければならない。

## 各国の状況
日本・中国・朝鮮半島・ベトナムの東アジア諸国では古くは満年齢は使われず、数え年が使われてきた。
しかし20世紀に入り、多くの国で0歳から始まる満年齢に切り替わっていった。各国とも公的に廃止された後もしばらくは民間で数え年が使われていたが、日本では第二次世界大戦後の1950年代半ば（後述）、北朝鮮では1980年代に満年齢が普及した。
ベトナムでは植民地時代の間に使われなくなった。ただし現在でも生まれた年を1歳から始め旧暦誕生日が来たら歳を取るのが一般的で、数え年と満年齢の折衷的なものとなっている。日本でも明治時代の一時期（約30年間）は生まれた年が1歳で翌年の誕生日から2歳となる折衷的なのを使われていた。
なお現代において数え年の表現を用いる場合に、1歳加える日は日本ではグレゴリオ暦の1月1日、中国では春節（旧正月。時憲暦の1月1日で、日本の旧正月とはずれることがある）である。ただし日本では地方や流派によって、旧正月や立春とすることがある。立春とするのは、本来旧正月としたいところを簡便にするための新しい方法である。

### 中国
中国では文化大革命後、公的な場所や企業などでの使用が見られなくなったものの、都市を離れた農村部では自分の年齢を数え年で数える人は現在でも存在する。
なお、中国史の資料では人物の享年の計算基準に数え年と満年齢の違いによる齟齬がみられることがあると指摘されている。例えば雍正帝（1678年〜1735年）の享年については58歳とする資料と57歳とする資料がある。 

### 日本
日本でも古くから数え年が使われていたが、1873年（明治6年）2月5日の「太政官布告第36号（年齡計算方ヲ定ム）」で「幾年幾月と数える」という表現で満年齢による年齢計算が規定された。
ただしこの布告では、満年齢を原則としながらも旧暦では数え年（その生年の月数と通算し12箇月をもって1年と致す）を使用するという、双方を併用するような表現になっていた。
1902年（明治35年）12月22日施行の「年齢計算ニ関スル法律（明治35年12月2日 法律第50号）」で明治6年太政官布告第36号が廃止され、「出生日を起算日として民法に定める期間計算で年齢を計算する」と規定された。これは結果的に満年齢での年齢計算を規定していることになる。
以上のように、明治以降の日本では法的には満年齢が正式の年齢計算方法であるが、一般の市民生活では法的制度を無視する形で数え年が使われ続け、後述するような混乱をきたしていた。
そこで、1950年1月1日施行の「年齢のとなえ方に関する法律（昭和24年5月24日 法律第96号）」により
と国民には満年齢によって年齢を表すことを改めて推奨し
と国・地方公共団体の機関に対しては満年齢の使用を義務付け、数え年を用いる場合は明示することを義務付けた。同法制定の理由は、当時の国会議事録によると以下の4点である（詳しくは年齢のとなえ方に関する法律#背景参照）。
1. 「若返る」ことで日本人の気持ちを明るくさせる効果
2. 正確な出生届の促進
3. 国際性向上
4. 配給における不合理の解消

本来、数え年で行われてきた伝統行事である七五三や年祝い（古稀・喜寿など）も数え年・満年齢のいずれで祝ってもよいとされていることが多い。この場合、原則として数え年・満年齢のいずれを用いても同じ数字の年齢で行われるが、例外的に還暦については年齢の数字よりも「出生年と同じ干支の年」であることが重要と考えられているため、結果的に数え年61歳、満年齢60歳という異なる数字の年齢となる。一方、厄年には数え年を使い、「満年齢」を使うことはほとんどない。また、葬祭の際に記す「享年（行年）」には数え年が使われてきたが、満年齢を使うこともある。「一周忌」を除く、「年回忌」の数え方は現在も数え年に準じている。
また、日本の競走馬の年齢（馬齢）も1990年代ごろまでは数え年によっていた。しかし2001年からは馬齢の国際表記に従って、「生まれた年を0歳、（新たに1月1日を迎える毎に）1歳加齢する（=数え年から1を引いたもの）」とすることになった。つまり加齢日は現在も一律に1月1日であり、馬齢=「満年齢」ではない。他の分野の後年の例では、ジャイアント馬場の全日本プロレス（1972年創業）で1981年に10周年記念イベントを実施したほか、1989年に馬場（1960年デビュー）の30周年記念試合を実施した例がある。なお、馬場の30周年記念試合は1990年にも実施された。
なお、人の年齢ではないが、元号も数え年を用いている（改元の当年が元年で、以後元日を迎える毎に1年増える）と考えることができる。元号については、明治以降にも数え方は従前のまま変更されていない。

### 韓国
韓国では日常的に数え年（セヌンナイ、세는 나이）が使用されている。法律関係は「満年齢」であるが兵役法など一部法律では現在の年度から出生年度を引いた「年年齢」を採用しており年齢の表現が3種類存在する。
1962年1月1日に檀君紀元の廃止に伴い満年齢を使用する指針が公布されたが一般には浸透せず、新聞・放送などでも混在している。また、兵役法や青少年保護法では西暦から誕生年を引いた「年年齢」（ヨンナイ、연 나이）が使用される。これら3種類の年齢計算法が混乱を招くことから満年齢に統一するための法改正を求める動きもある。これを受けて、2022年12月8日、国会で「行政文書は満年齢に統一する」と明記した民法、行政基本法などの改正法が可決し、翌2023年6月28日から施行されることとなったが、「年年齢」は当面の間継続するという。